# Georg Luger
Georg Johann Luger (Steinach am Brenner, 6 maart 1849 - Schöneiche bei Berlin, 22 december 1923) was een Oostenrijks wapentechnicus. Hij is de uitvinder van het parabellumpistool en ontwikkelde als werknemer van de Deutsche Waffen- und Munitionsfabriken (DWM) onder meer de Luger P08.